# Hemiplegia moral
A hemiplegia moral é um termo cunhado pelo filósofo espanhol José Ortega y Gasset, no prólogo para sua obra em versão francesa de A rebelião das massas, publicado em maio de 1937:
| “ | Ser de esquerda é, como ser de direita, uma das infinitas maneiras que o homem pode escolher para ser um imbecil: ambas, em efeito, são formas da hemiplegia moral... | ” |

A intenção com este término é criticar as pessoas que se autodeterminam parte da direita ou da esquerda política, são incapazes de pensar de uma forma ampla, mais além de sua ideologia, em forma análoga à pessoa que sofre da paralisia motora na metade de seu corpo, própria da condição médica conhecida como hemiplegia. Deixando de ser apenas apenas uma limitação do pensamento, tal como era, mas vista de uma perspectiva filosófica por Ortega y Gasset. Consiste em dizer que o homem, não deve centrar a visão de sua vida ou de seus atos na ótica da política, mas na ótica da filosofia, que é verdadeiramente inata ao ser humano.